# Суррои, Ветон

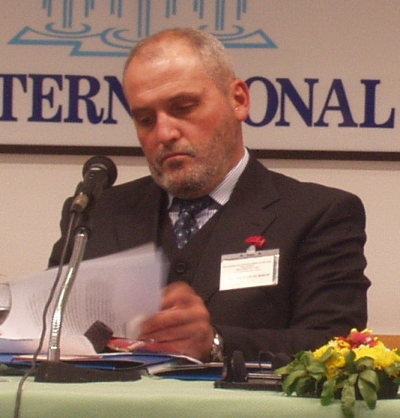
Ветон Суррои

Ветон Суррои (алб. Veton Surroi, сербохорв. Ветон Сурои, Veton Suroji; 17 июля 1961, Приштина) — косовский журналист, публицист и политик, основатель и лидер Реформистской партии ORA (в 2010 году объединилась с Демократической лигой Косова).
Его отец, Реджаи Суррои, был одним из немногих албанцев, которые работали послами Югославии в период правления Иосипа Броз Тито. Часть своей жизни Ветон Суррои провел в Латинской Америке. Он изучал философию и филологию в Ла-Пасе (Боливия) и Национальном автономном университете Мексики. В 1988 году он стал участвовать в политической деятельности, работая в Ассоциации югославских демократических инициатив, он также работал в журнале Rilindja.
В 1993–1994 гг. он был корреспондентом BBC в Приштине. В 1997 году он основал один из самых известных журналов в Косове — Koha Ditore, в которой он был главным редактором и автором политических комментариев. В 2004 году руководимая им партия ORA получила 6,2% голосов на выборах и выиграла семь мест в парламенте. В 2004–2008 гг. Суррои работал в парламенте Косова.
В 1999 году Суррои был награждён Медалью гёзов. Он владеет албанским, английским, сербским и испанским языками.